# Aziatische doosschildpadden
Aziatische doosschildpadden (Cuora) zijn een geslacht van schildpadden uit de familie Geoemydidae. De groep werd voor het eerst wetenschappelijk beschreven door John Edward Gray in 1856.
Aziatische doosschildpadden zijn waterminnende dieren die ook wel op het land komen. Ze zijn omnivoor en eten dus zowel dierlijk als plantaardig materiaal. Er zijn zeventien verschillende soorten die allemaal leven in Azië, op Cuora amboinensis na komen alle soorten voor in China en in omliggende landen als Thailand, Indonesië en Vietnam. Alle soorten uit de geslachten Cuora en Terrapene worden doosschildpadden genoemd vanwege het scharnierende buikpantser. Met dit dubbele scharnier kan de schildpad zowel de voorzijde als de achterzijde van het buikpantser omhoog klappen bij gevaar, zodat de poten, de staart en de kop volledig in het schild verdwijnen. Hierdoor kunnen de schildpadden beter overleven op het land, terwijl ze afstammen van typische waterbewoners.
Omdat Cuora-soorten in Azië voorkomen, en Terrapene-soorten in Noord-Amerika wordt deze laatste groep wel Amerikaanse doosschildpadden genoemd. De klepschildpadden uit het geslacht Kinixys kennen een soortgelijk trucje, maar gebruiken het rugschild of carapax, dat deels naar beneden wordt geklapt, en alleen aan de achterzijde. De kop wordt beschermd door deze terug te trekken en de poten ervoor te vouwen.
De Aziatische doornschildpad wordt ook als doosschildpad aangeduid en behoorde enige tijd tot het geslacht Pyxidea. Dit is in 2004 door Stuart en Parham teruggedraaid, overigens al voor de derde keer.

## Taxonomie
Er zijn zeventien verschillende soorten, lange tijd was er een dertiende soort; Cuora evelynae. Deze schildpad wordt tegenwoordig echter als ondersoort gezien van de geelranddoosschildpad (Cuora flavomarginata).
Geslacht Cuora
- Soort Ambonese doosschildpad (Cuora amboinensis)
- Soort Cuora aurocapitata
- Soort Cuora bourreti
- Soort Cuora couro
- Soort Cuora cyclornata
- Soort Geelranddoosschildpad (Cuora flavomarginata)
- Soort Achterindische doosschildpad (Cuora galbinifrons)
- Soort Cuora lineata
- Soort Cuora mccordi
- Soort Aziatische doornschildpad (Cuora mouhotii)
- Soort Pans doosschildpad (Cuora pani)
- Soort Cuora philippinensis
- Soort Cuora picturata
- Soort Cuora praschagi
- Soort Driestreepdoosschildpad (Cuora trifasciata)
- Soort Cuora yunnanensis
- Soort Cuora zhoui